# James Graham (4e duc de Montrose)
James Graham (16 juillet 1799 – 30 décembre 1874), appelé marquis de Graham jusqu'en 1836, est un homme politique conservateur britannique.

## Biographie
Il est le fils de James Graham (3e duc de Montrose), et de sa deuxième épouse, Lady Caroline Maria, fille de George Montagu (4e duc de Manchester) . Il fait ses études au Collège d'Eton  et au Trinity College, à Cambridge .
Membre du club de cricket Marylebone, il fait une seule apparition de première classe pour une équipe de toute l'Angleterre contre Hampshire en 1828. Il est enregistré dans la fiche de résultats sous le nom de Lord James Graham et a marqué deux points .

## Carrière politique
En 1821, à l'âge de 21 ans, il est nommé vice-chambellan du ménage bien qu'il ne siège pas au parlement, et est admis au Conseil privé la même année. Il demeure vice-chambellan jusqu'en 1827. Il est élu au Parlement pour Cambridge en 1825, poste qu'il occupe jusqu'en 1832  et exerce les fonctions de commissaire du India Board entre 1828 et 1830 . En 1836, il succède à son père comme duc et entre à la Chambre des lords.
Lorsque le comte de Derby devient premier ministre en février 1852, Montrose est nommé Lord-intendant poste qu'il conserve jusqu'à la chute du gouvernement en décembre de la même année. Il sert de nouveau sous Derby en tant que Chancelier du duché de Lancastre entre 1858 et 1859 et sous Derby et plus tard Benjamin Disraeli en tant que ministre des Postes entre 1866 et 1868  bien qu'il n'ait jamais été membre du cabinet. En tant que ministre des Postes, il présente le projet de loi sur les télégraphes électriques qui entraîne le transfert des sociétés de télégraphe britanniques au bureau de poste .
En dehors de sa carrière politique, Montrose est chancelier de l'Université de Glasgow entre 1837 et 1874 (succédant à son père)  et Lord Lieutenant du Stirlingshire entre 1843 et 1874 . Il est fait chevalier du chardon en 1845.

## Famille
Il épouse Caroline Agnes, fille de John Horsley-Beresford, 2e baron Decies, en 1836. Ils ont plusieurs enfants. Il meurt en décembre 1874, à l'âge de 75 ans, et son fils, Douglas Graham (5e duc de Montrose), le marquis de Graham, lui succède. La duchesse de Montrose se remarie plus tard et meurt en novembre 1894 .